# 达奇涅站 (萨哈林州)
达奇涅站（羅馬化：Dachnoe）是俄羅斯薩哈林鐵路的一個車站，位於原日治時期的大泊郡千歲村境內），以所在村莊名字命名。其前身為日治時期鐵道省樺太東線的新場站（日语：／ Shinba eki */?）。
在日治時期，是南樺鐵道(新場站～留多加站)之一連絡車站。

## 歷史
- 1926年 - 南樺鐵道開通後，開業為一連絡車站。
- 1941年4月1日 - 樺太鐵道國有化後路線再編，屬於樺太東線之一站。
- 1943年4月1日 – 南樺太内地化後，編入鐵道省（國有鐵道）。
- 1945年8月 : 蘇聯紅軍侵攻、佔領南樺太後，包含車站全線均被蘇聯紅軍所接收。
- 1946年4月1日 - 編入蘇聯國鐵，改名达奇涅站。

## 運行狀況
- 下行，落合站與敷香站各2條行駛，行駛上敷香站、行駛白浦站與行駛豐原站各1條。上行，行駛大泊站有6條與行駛大泊港站有1條。
- 與南樺鐵道留多加站之間1日3次往返班次。